# Haus Allee 18 (Heilbronn)

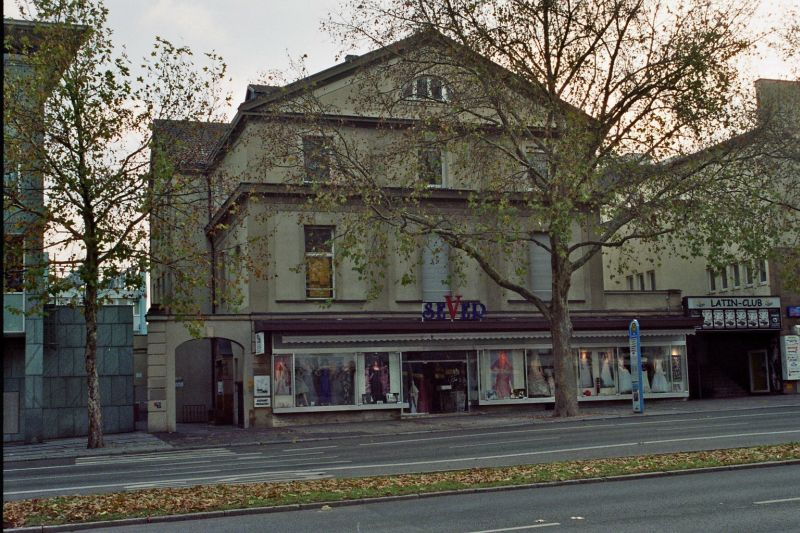
Das Gebäude Allee 18 in Heilbronn, Aufnahme von 2007

Das Haus Allee 18, auch Villa Hauck genannt, war das einzige Wohnhaus an der Allee in Heilbronn, das nach den Zerstörungen im Zweiten Weltkrieg wiederhergestellt wurde, und das letzte Bauzeugnis der Vorkriegsbebauung der Allee. Der Bau zeigte noch eine historische Fassade und Portal mit figürlicher Bauplastik.

## Beschreibung

### Geschichte

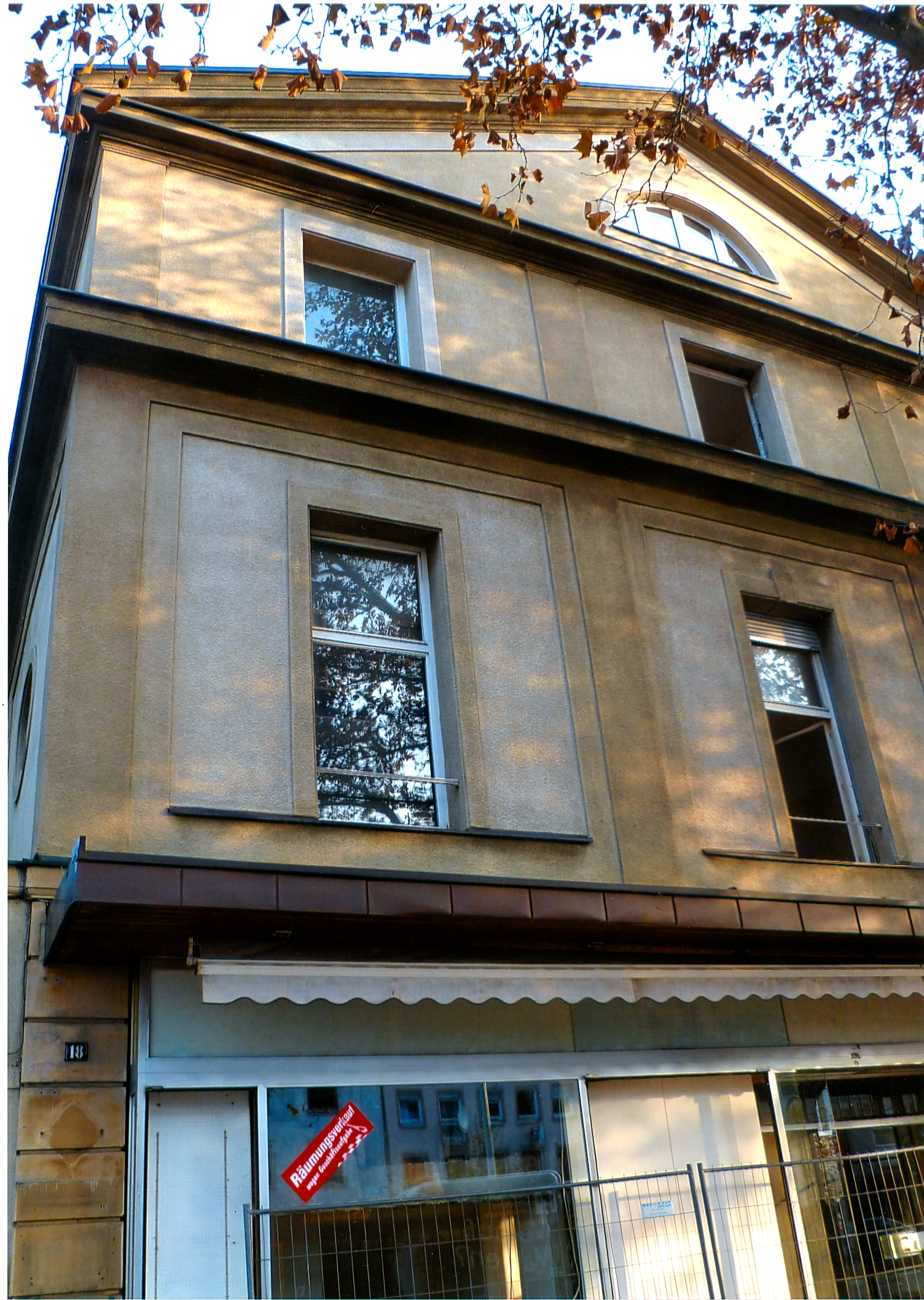
Aufnahme von 2011

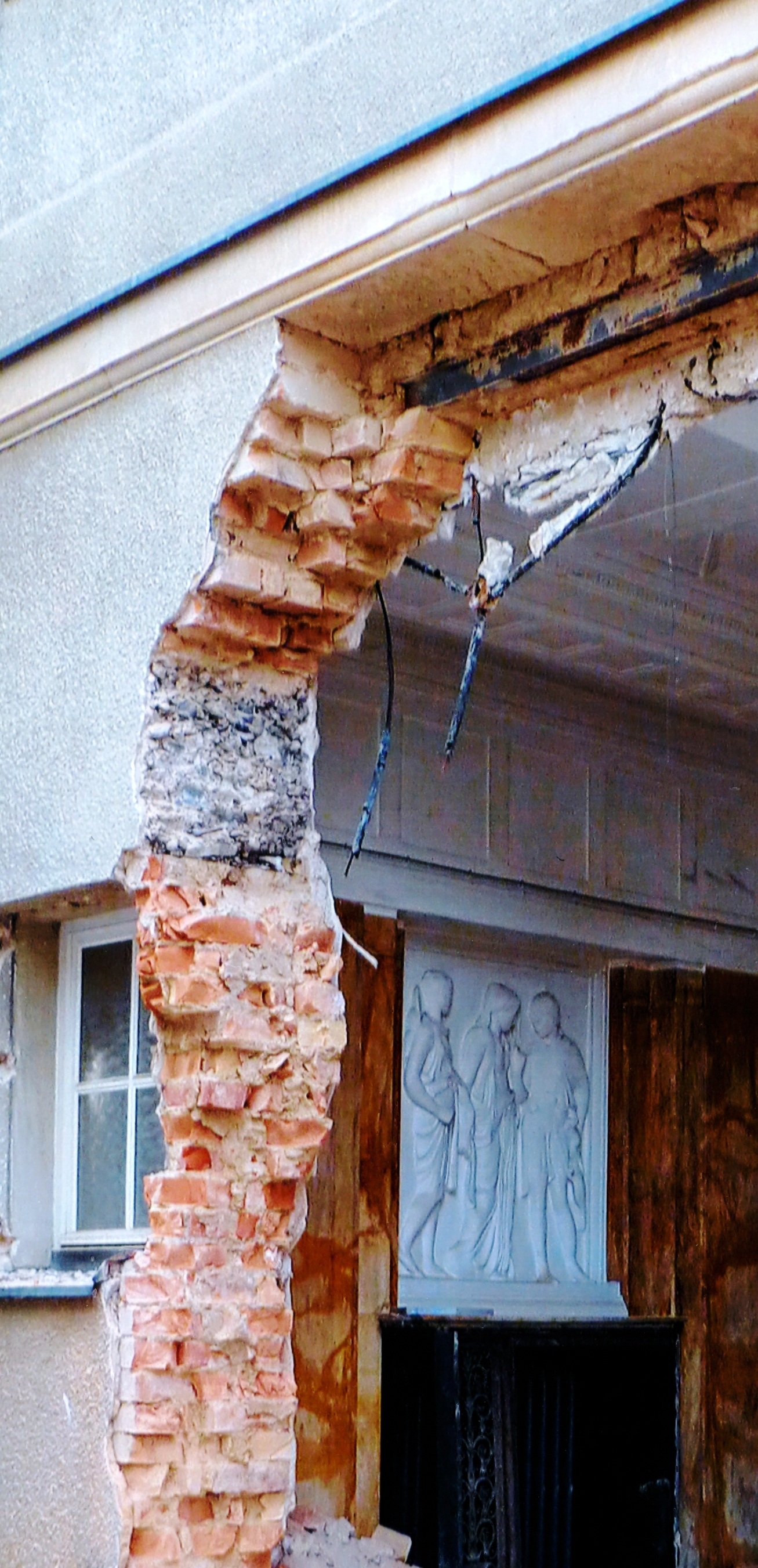
Ruine beim Abbruch 2011

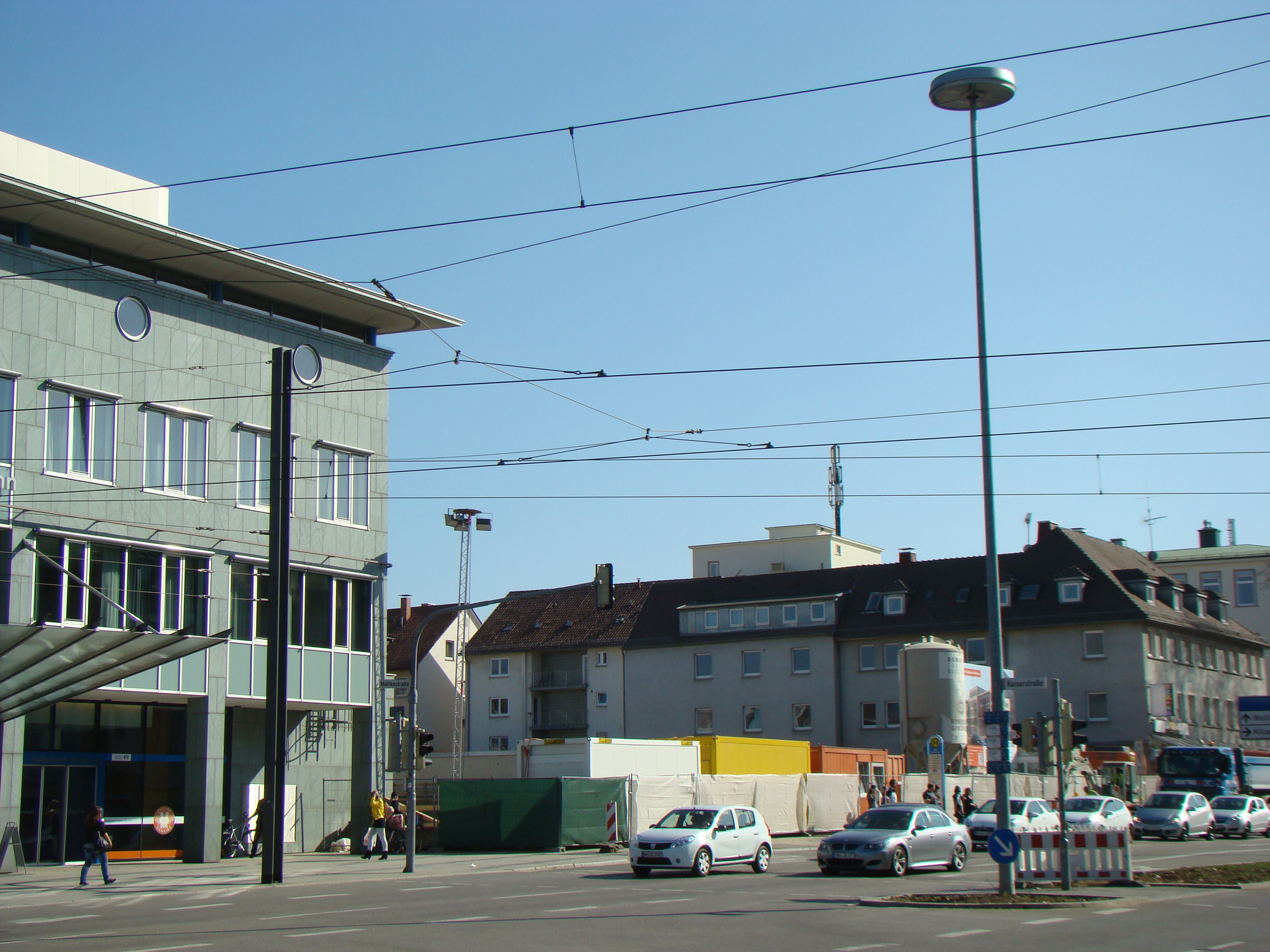
Baulücke am ehemaligen Standort des Gebäudes, März 2012

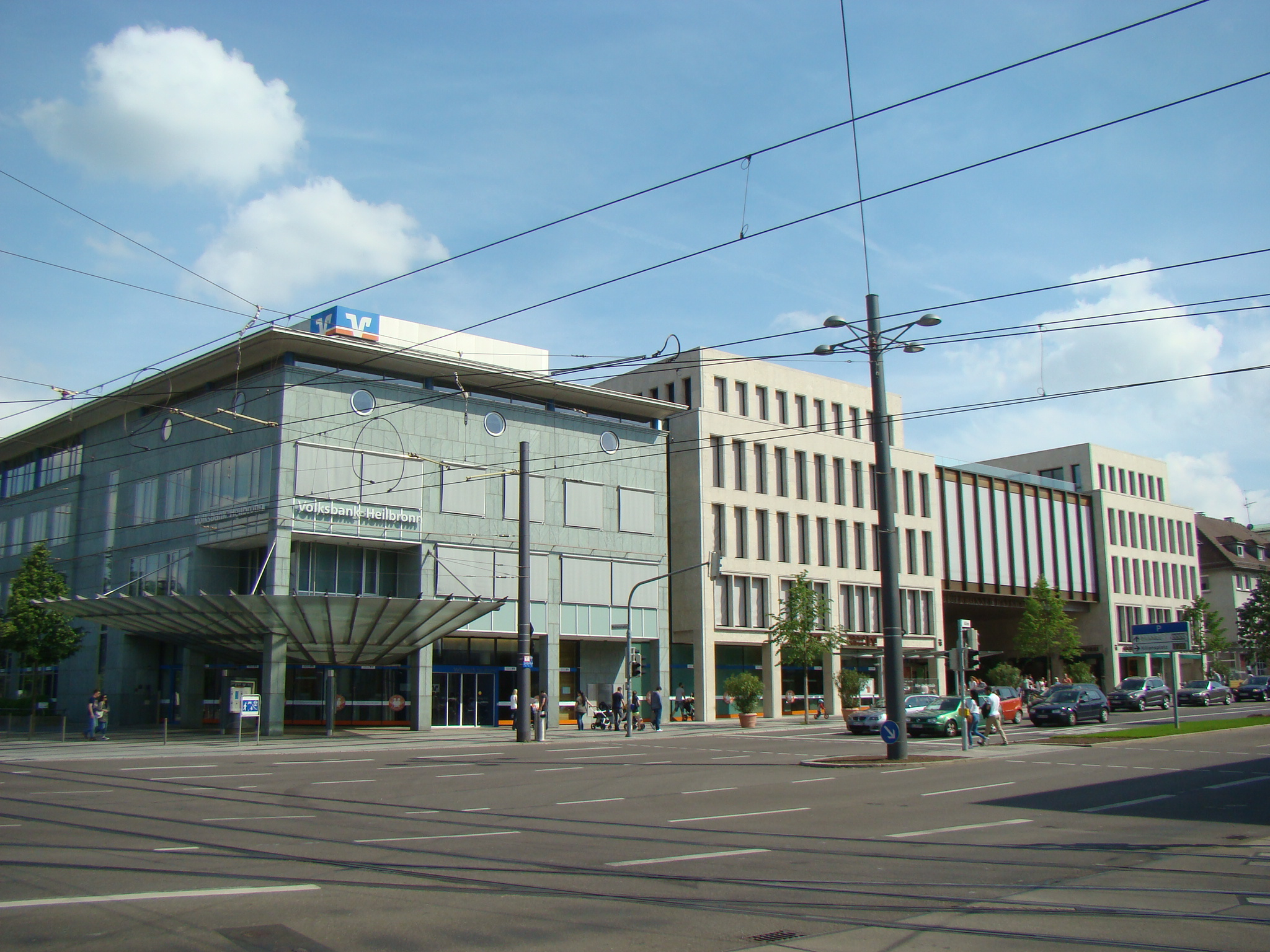
Volksbank Heilbronn mit Erweiterungsbau am Platz der ehemaligen Villa Hauck, Mai 2015

Das Haus wurde 1910 für den Rotarier-Präsidenten und parteilosen Gemeinderat Ludwig Hauck (1870–1939) erbaut. Hauck leitete die Zigarrenfabrik Reiner, stand dem Reichsverband Deutscher Zigarrenhersteller vor und war bis 1933 Präsident der Handelskammer Heilbronn. Bei dem Luftangriff auf Heilbronn am 4. Dezember 1944 wurde der Bau beschädigt und später wiederaufgebaut. 1950 war das Haus im Besitz von Werner Hauck. Im Haus befanden sich der Modesalon von Hans Bergdoll und das Schuhhaus Siller, im ersten Stock war die Filiale der Südwestbank und im zweiten Stock wohnte deren Direktor Georg Schweikart. Der dritte Stock war ebenfalls vermietet. 1961 waren im Erdgeschoss Ausstellungs- und Beratungsräume der Bausparkasse Schwäbisch Hall und das Blumengeschäft Krüger. Im ersten Stock war die Bezirksgeschäftsstelle der DAK, im zweiten Obergeschoss hatte der Zahnarzt Eugen Prescher seine Praxis. Außerdem waren noch zwei Wohnungen vermietet. 1967 wurde das Haus „neu gerichtet“ und modernisiert. Es beherbergte danach weiterhin das Blumengeschäft, die Büros der Bauspar- und der Krankenkasse sowie die Zahnarztpraxis. Der hintere Teil des Hauses diente weiterhin Wohnzwecken. Seit 1971 war die Ballettschule Münch im Haus Allee 18 ansässig, 2008 befand sich zudem ein Brautmodengeschäft im Haus. Bis zum Verkauf an die benachbarte Volksbank Heilbronn (Allee 20) gehörte das Haus einer Erbengemeinschaft. Im Zuge eines Neubaus wurde die Villa Hauck Anfang November 2011 abgebrochen.

### Kunstgeschichtliche Bedeutung und Rezeption
Die Architektur zählte zum „späten Barockstil des französischen Sonnenkönigs Ludwig XIV“. Nach dem Luftangriff wurde der beschädigte Bau im Stil des Klassizismus wiederaufgebaut. Die Villa galt als „der letzte bauliche Zeuge der historischen Allee“. Die Entwürfe stammten von dem Architekten Adolf Braunwald, der neben Wohnhäusern (Happelstraße 57 und Rosskampfstraße 4) auch Villen für den Kaufmann Rudolf Fuchs und Ludwig Hauck baute. Sein bekanntestes Werk in Heilbronn war das Liederkranzhaus.
Überlegungen der Volksbank, das nicht unter Denkmalschutz stehende Haus mittelfristig abzureißen, riefen den Widerspruch Heilbronner Bürger hervor, die den Verlust „des letzten Zeugen der alten Allee“ fürchteten. Die Volksbank sagte daraufhin zu, mittels eines Architektenwettbewerbs zu „überprüfen, was erhaltenswert ist“ und städtebauliche Aspekte zu berücksichtigen. Kilian Krauth beschreibt in „Protest erfolglos“ wie sehr die Villa Gegenstand von Auseinandersetzungen zwischen Heilbronnern Bürgern und dem Regierungspräsidium Stuttgart sowie dem baden-württembergischen Landesamt für Denkmalpflege war. Das Resultat der Untersuchungen ergab schließlich, dass es sich weder um ein Kulturdenkmal handele, noch ein öffentliches Interesse an der Erhaltung der Villa gegeben sei:

„Gegen den Abriss der Villa Hauck protestierte die Bürgerbewegung Lokale Agenda 21 ohne Erfolg. Beim Regierungspräsidium Stuttgart stellte sie sogar einen Eilantrag auf Denkmalschutz. Doch das Landesamt für Denkmalpflege kam zu der Auffassung, ‚dass es sich nicht um ein Kulturdenkmal‘ handle. Der Wiederaufbau entspreche nicht der Qualität des Originals, zudem seien bis in die 60er Jahre hinein Umbauten vorgenommen worden. Schöne Details reichten nicht aus. Kurzum: ‚Ein öffentliches Interesse an der Erhaltung kann nicht festgestellt werden‘.“

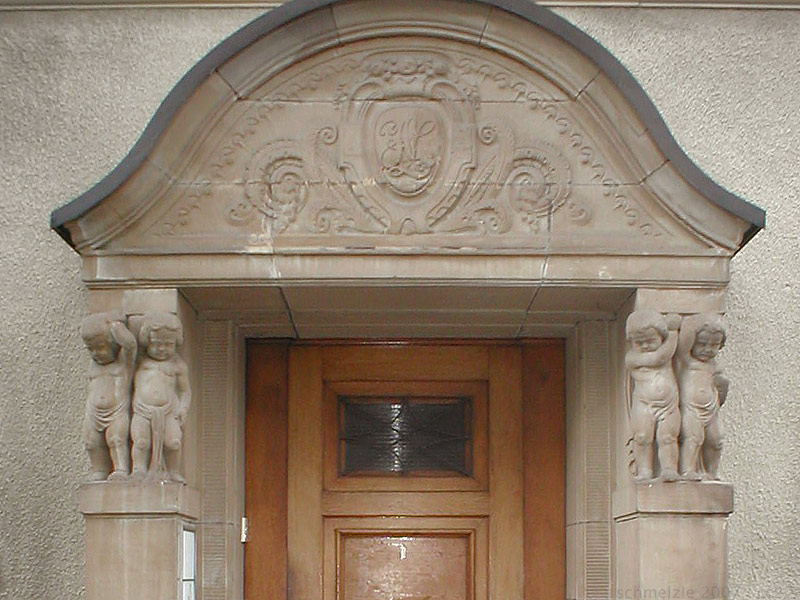
Portalgewände mit historischer figürlicher Bauplastik
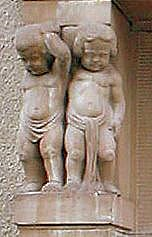
Portalgewände mit historischer figürlicher Bauplastik links
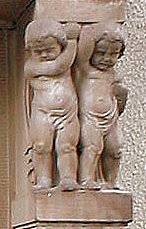
Portalgewände mit historischer figürlicher Bauplastik rechts
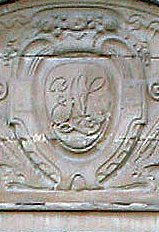
Detail des Portals: Initialen